# Quebrada Altavista
La quebrada Altavista es una relevante corriente hídrica del suroccidente de la ciudad de Medellín. Además es la más importante del corregimiento homónimo.
Nace a 1.720 m s. n. m., producto de la confluencia de las quebradas Buga y El Barcino, donde a partir de allí con una longitud de 7,3 km atraviesa el centro de Altavista y Belén; para desembocar en el Río Medellín a 1.488 m s. n. m. al costado sur del Cerro Nutibara.

## Cauce y hechos históricos
Esta quebrada a su paso por Altavista tiene un cauce sinuoso donde se realizan captaciones para varios acueductos, su lecho está rodeado por un cañón que se caracteriza por la enorme explotación de materiales pétreos para la construcción; además de tejares y ladrilleras. Lo que le da a la quebrada una enorme carga de material en suspensión, siendo aportante de un buen nivel de sedimentación al Río Medellín.
Al entrar a la comuna de Belén es canalizada y se convierte en uno de los principales ejes ambientales de la misma; esta quebrada corre como separador vial en buena parte del corredor de Metroplús en la calle 30; pues algo que caracteriza al Metro de Medellín es que sus líneas normalmente transcurren por tramos rodeados de algún curso fluvial.
La particularidad más grande de esta quebrada es que solo posee un afluente importante por su margen izquierda, siendo el resto de sus tributarios afluentes de su orilla derecha.
Su cuenca limita con la de las quebradas  La Picacha al norte, La Guayabala al sur, Doña María al occidente y el Río Medellín al oriente.

### Afluentes
Su principal afluente es la quebrada La Guayabala, se destacan también las quebradas La Peña, La Perla, La Guacharaca, La Esperanza, Los Bernal, Buena Vista, Bellavista, Playas y Santa Rita.